# Alcol p-cumarilico
L'alcol para-cumarilico è un monolignolo. È sintetizzato attraverso la via biosintetica dei fenilpropanoidi. In seguito a polimerizzazione forma lignina o lignani. 
Gli esteri dell'alcol p-cumarilico e gli acidi grassi sono la base delle cere epicuticolari che ricoprono le superfici delle mele.
L'alcol p-cumarilico è un intermedio nella biosintesi di cavicolo, stilbenoidi e cumarina.
La ricerca suggerisce che i derivati dell'alcool p-cumarilico possono servire come antiossidanti alimentari.